# بطاقة الهوية الأوكرانية
بطاقة الهوية الاوكرانية (بالأوكرانية:  Паспорт громадянина України)

## محتويات ونوع البطاقة
تأخذ بطاقة الهوية الأوكرانية الحالية شكل بطاقة بلاستيكية بحجم بطاقة الائتمان مع شريحة إلكترونية متكاملة لا تلامسية والتي يتم الاحتفاظ بالبيانات الشخصية عليها. يحمل الجزء العلوي من البطاقة شعار النبالة لأوكرانيا ، واسم الدولة - أوكرانيا ، والكلمات "جواز سفر مواطن أوكرانيا" باللغتين الأوكرانية والإنجليزية. يظهر علم أوكرانيا في الزاوية اليمنى العليا من البطاقة ، الرمز الدولي للمستندات البيومترية في الزاوية اليسرى العليا.
تحمل واجهة البطاقة صورة منقوشة بالليزر بالأبيض والأسود لحاملها وتوقيعه والتفاصيل الشخصية الرئيسية التالية باللغتين الأوكرانية والإنجليزية (نص لاتيني):
| - اسم العائلة - الاسم الاول - اسم الأب (باللغة الأوكرانية فقط) - الجنس - تاريخ الميلاد | - الجنسية (УКРАЇНА/UKR) - رقم السجل - رقم الوثيقة. - تاريخ انتهاء الصلاحية - الرقم الضريبي |

يحمل الجزء الخلفي من البطاقة المعلومات التالية:

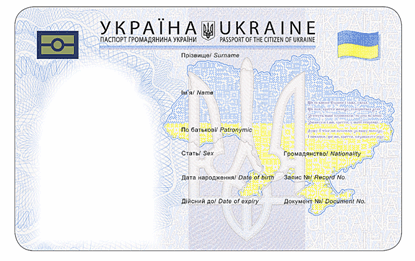
بطاقة الهوية الاوكرانية، الجهة الامامية

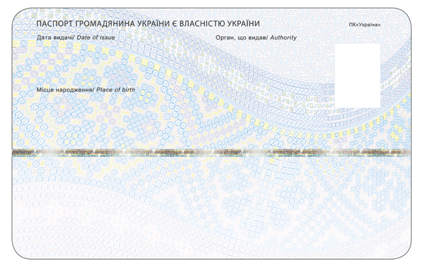
بطاقة الهوية
الاوكرانية، الجهة الخلفية

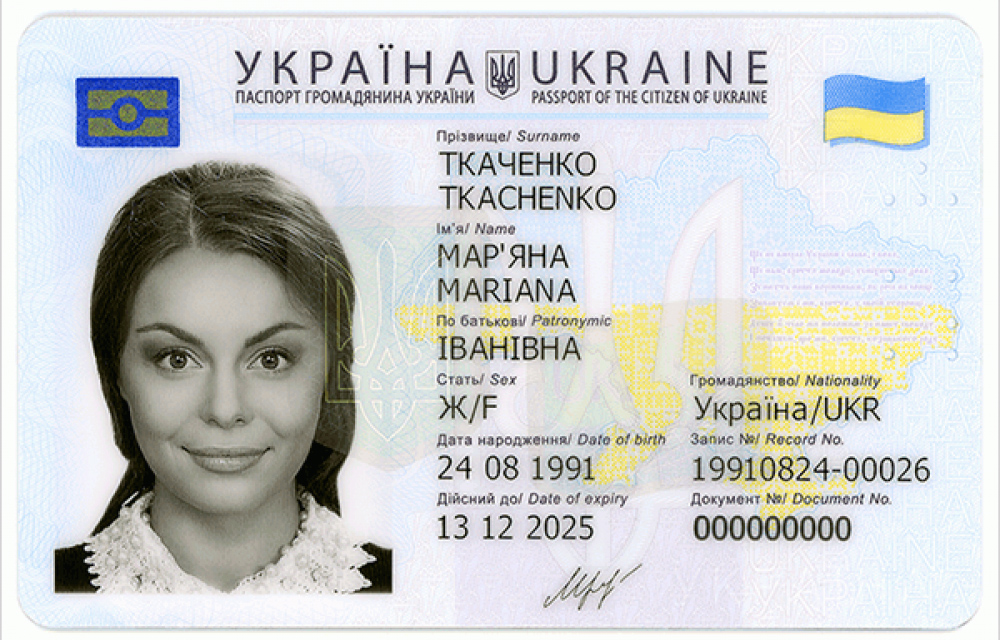

- تاريخ الاصدار
- سلطة الاصدار
- مكان الميلاد

## إنظر أيضا
جواز سفر أوكراني